# Данило Стојковић (лекар)
Данило Стојковић је био лекар који је имао значајну и кључну улогу у развоју Интернистичке службе и који је свој радни век провео у њој у Лесковцу и дао велики допринос развоју и афирмацији службе у послератном периоду, после Другог светског рата, Један је од оснивача Подружнице Српског лекарског друштва у Лесковцу и њен први благајник.

## Биографија
Рођен је у селу Дадинцу код Грделице 1914. године. Основну школу завршио је у оближњем селу Козару, Гимназију у Лесковцу, а Медицински факултет у Београду где је завршио и специјализацију из интерне медицине 1953. године и санитетско-официрску школу. Лекарски стаж је обавио у Нишу. Прво место службовања било је Куманово, где је био ВД шефа Интерног и Инфективног одељења Бановске болнице.
Априлски рат затекао га је као батаљонског лекара 46-ог пешадијског пука у Битољу. Из немачког заробљеништва је побегао у Тетово, а после тога се склонио код родитеља у Дадинцу. Касније је постављен за управника болнице у Власотинцу. Због сарадње са партизанима хапшен је од стране Гестапоа 1943. године. Помагао је болесним и рањеним партизанима, био активни учесник НОР-а, управник болнице 13. корпуса НОВ и ПОЈ, затим је био на дужности шефа евакуације рањеника и управник болнице тешких рањеника крагујевачке војне болнице. На сремском фронту је био референт десете српске бригаде 22 дивизије, а у Скопљу управник Санитетске школе Пете армије. После демобилизације 1946. године дошао је у лесковачку болницу, где је радио на Инфективном и Интерном одељењу. Био је повереник здравствене службе Среза Лесковачког.
Завршио је курс из кардиологије у Београду и био шеф кардиолошког одсека Интерног одељења. По одласку др Босиљке Будимир био је начелник Интернистичке службе и у једном периоду вршилац дужности управника болнице. Касније је био шеф стационара у Власотинцу, а потом био саветник од 1976. године у Дому здравља у Лесковцу. Пензионисан је са преко 40 година радног стажа.

## Достигнућа
Др Данило Стојковић је један је од оснивача Подружнице српског лекарског друштва у Лесковцу, њен први благајник, секретар преко 15 година и њен председник у једном мандатном периоду. Био је председник Одбора Црвеног крста, председник Одбора за борбу против алкохолизма и ТБЦ, први је увео рад са ЕКГ у Лесковцу и мерење базалног метаболизма, оснивач Саветовалишта за лечење алкохоличара, оснивач Саветовалишта за лечење дијабетичара, водио курсеве и испите за васпитање сеоске омладине, руководилац Удружења резервних санитетских официра, имао је чин резервног санитетског капетана I класе, професор интерне медицине у Медицинској школи од оснивања, председник Комисије за бањска-климатска лечења РВИ, члан инвалидско-пензионе комисије I степена.
Као млад лекар и касније, је активан предавач, организатор разних акција које је подружница спроводила. Одржао је знатан број предавања подружнице са разном тематиком из области интерне медицине, хирургије и других грана. Држао је предавања на стручним састанцима болнице у тзв.стручној среди. Писао је чланке у локалном листу „Наша Реч". Држао је предавања и на Народном универзитету из области интерне медицине. Његова активност тиме није била исцрпљена већ се показивала и у раду у Црвеном крсту. Објавио је преко 35 стручних радова у часописима. Много је радио на сарадњи са суседним подружницама.
Обрађивао је села Рударе и Чукљеник са свих аспеката пре 30 година. Као санитарни инспектор округа запрашивао је читав округ са ДДТ прашком у ликвидацији маларије, пегавца и других инсеката. На инфективном одељењу лечио је болеснике од ТБЦ менингита,  радио је БСЖ вакцинације у општини Лесковац у заједници са Антитуберкулозном диспанзером, члан је првог Управног одбора и Савета болнице.
За свој целокупни рад одликован је Орденом рада са златним венцем, Орденом заслуге за народ, Орденом за војничке заслуге, Златном значком за рад у Црвеном крсту.